# Healthcare Content Management
Healthcare Content Management (HCM) beschreibt das Digitalisierungskonzept, alle medizinisch relevanten Daten einer Gesundheitseinrichtung zu konsolidieren und sie sowohl einrichtungsweit als auch einrichtungsübergreifend verfügbar zu machen. Es ist der moderne, intelligente Ansatz, um alle strukturierten sowie unstrukturierten Dokument- und Bildinhalte in einer einheitlichen Systematik zu verwalten.
Es vereinigt das medizinische Dokumentenmanagement mit dem Bildmanagement. Hierzu gehören die Bereiche PACS (Picture Archiving and Communication System) bzw. Enterprise Imaging (EI) und Vendor-Neutral-Archive (VNA), Enterprise- bzw. Universal-Viewer sowie Workflow- und Konnektivitätslösungen, die für die medizinische Bild- und Videoerfassung speziell sind.
Das Datenmanagement im Gesundheitswesen unterliegt speziellen Rahmenbedingungen, die eine Digitalisierung zur Herausforderung werden lassen. Spezielle Gesetze und Verordnungen sind zu beachten und stecken so einen vergleichsweise engen Rahmen bei der Handhabung von Patienten- und Behandlungsdaten. Enterprise Content Management (ECM) lässt sich daher nicht eins zu eins auf Gesundheitseinrichtungen übertragen, wenngleich die fünf wesentlichen Aufgaben des ECM auch für Gesundheitseinrichtungen relevant sind. Denn auch hier gilt es, medizinische Daten
- zu erfassen (Capture),
- zu verwalten (Manage),
- zu speichern (Store),
- zu bewahren (Preserve) und
- bereitzustellen (Deliver).

HCM ist ein Konzept und kein System. Lösungen, die dazu dienen, dieses Konzept in der Praxis umzusetzen, werden als Healthcare-Content-Management-Systeme (HCM-Systeme) bezeichnet. Hierbei handelt es sich gewissermaßen um spezialisierte Enterprise-Content-Management-Systeme. HCM ist also ein produktneutrales Konzept bzw. ein Lösungsansatz zur Umsetzung der Digitalisierung im Gesundheitswesen. Selbstverständlich werden hierzu auch Softwareprodukte eingesetzt, die das Konzept in unterschiedlicher Ausprägung oder Teile dessen umsetzen.

## Merkmale und Besonderheiten eines HCM
Die Daten sollten in einem HCM-System so organisiert werden, dass sie einen Mehrwert für die Anwender und die Patienten bieten. Dieser Mehrwert liegt vor allem darin, dass alle befund- und therapierelevanten Daten fallbezogen konsolidiert vorliegen, um medizinische Fehlentscheidungen und Doppeluntersuchungen zu reduzieren und die Versorgungsqualität des Patienten zu maximieren.

### Datenformate und Standards
Damit die Daten dauerhaft interoperabel aufbewahrt und einrichtungsübergreifend ausgetauscht werden können, müssen sie in Formaten vorliegen, die weitläufig anerkannt und höchstwahrscheinlich auch noch in einigen Jahrzehnten gelesen werden können. Hier setzt man nach Möglichkeit auf internationale Standards. Im Gesundheitswesen können dies Digital Imaging and Communications in Medicine (DICOM), PDF/A (Portable Document Format), Health Level 7 (HL7) oder Clinical Document Architecture (CDA) sein. Außerdem sollten die Daten nicht innerhalb eines einzelnen IT-Systems (Silo) gefangen sein. Vielmehr müssen sie jederzeit über Standardschnittstellen von allen autorisierten Nutzern abrufbar sein.
Obwohl dies der logische erste Schritt ist, umfasst HCM weit mehr als nur die Vereinheitlichung von Dokumenten- und Bildmanagement, um gemeinsam genutzten Speicher und eine universelle Anzeige für alle unstrukturierten Inhalte, DICOM und Nicht-DICOM, zu ermöglichen. Besonders wichtig sind die klinischen und administrativen Arbeitsprozesse, die unterstützt werden sollen. Außerdem ist zu beachten wie die gesamten Dokumenten- und Bildinhalte (Metadaten) vor der Speicherung und dem Zugriff organisiert und gehandhabt werden sollen. Dies sind komplexe aber wesentliche Aspekte eines HCM-Konzeptes.

### Beispielhafte Anwendungsfälle für ein HCM
- Unterstützung bei der Umstellung von analoger zu digitaler Datenhaltung und der Etablierung eines papierlosen Krankenhauses mit elektronischer Patientenakte
- Prozessunterstützung bei der Nutzung medizinischer Daten durch Kliniker für die Diagnostik und Therapie
- Einrichtungsübergreifende Kommunikation mit Zuweisern, dem Medizinischen Dienst der Krankenversicherung (MDK) oder anderen medizinischen Einrichtungen
- Die Erfüllung regulatorischer Vorgaben (rechtssichere Dokumentation und Archivierung)
- Die Datenbereitstellung gemäß Patientenrechtegesetz und DSGVO

### Patienten- und Fallkontext
Ein HCM-System zeichnet sich auch dadurch aus, dass es Daten in einen medizinischen Kontext setzen kann und sie für den Gebrauch in einem medizinischen Umfeld optimiert. Dadurch unterscheidet sich ein HCM-System von generischen ECM-Systemen, die Daten ungeachtet des Anwendungskontexts archivieren. Ziel ist es, die unterschiedlichen Bedürfnisse der Anwender in medizinischen Einrichtungen zu bedienen und so den Arbeitsalltag aller Anwender zu erleichtern.
Das setzt zunächst einmal eine Zuordnung der Daten zu Patient und Behandlungsfall voraus, denn auf diese beiden Kontexteinheiten kommt es im medizinischen Umfeld besonders an. Um eine solche kontextspezifische Verwaltung zu ermöglichen, muss zunächst eine intelligente Verwaltung der Patienten-IDs gewährleistet sein, die in verschiedenen IT-Systemen in unterschiedlichen Nummernkreisen erzeugt werden. Zweite Voraussetzung ist eine automatische und ständige Aktualisierung der Patienten- und Falldaten, sodass sichergestellt ist, dass zu jeder Zeit und an jedem Ort auf die vollständigen, aktuellen Daten zugegriffen werden kann.

### Klassifizierung und Verschlagwortung von Inhalten
Um einen schnellen und sicheren Zugriff auf die medizinischen Daten zu gewährleisten, ist es wichtig, die Daten ähnlich dem Aktenplan einer analogen Papierakte klassifizieren zu können. Im Gegensatz zur analogen Welt ermöglicht die Digitalisierung mit einfachen Methoden auch mehrdimensionale Zuordnungen, z. B. nach Fachabteilungen, Diagnoseverfahren (z. B. EKG, MRT etc.), Dateninhalten (Arztbrief, Laborwerte, OP-Bericht, Röntgenbild etc.) oder Diagnoseklassifikation (Internationale statistische Klassifikation der Krankheiten und verwandter Gesundheitsprobleme, ICD). Idealerweise findet eine Klassifizierung bereits bei der Datenerfassung bzw. dem Dateneingang statt. Dokumente verfügen abseits des Volltexts häufig über wertvolle Zusatzinformationen bzw. Metadaten, die für eine automatisierte Klassifizierung gut geeignet sind. Dies sind beispielsweise der Entstehungsort, die Untersuchungszeit, Untersuchungsparameter usw.
Um bereits bei der Einführung eines HCM-Systems vorausschauend für die einrichtungsübergreifende Kommunikation und langfristige Aufbewahrung zu planen, empfiehlt es sich auch bei der Klassifizierung der Daten soweit möglich auf internationale Standards zu setzen. Die IHE-Initiative (Integrating the Healthcare Enterprise) hat hierfür sogenannte IHE-Profile entwickelt. IHE Deutschland erarbeitet hier zum Beispiel die sogenannten IHE Value Sets.

### Regulatorische Besonderheiten in Deutschland
Der § 291a Abs. 5 Satz 7 des Fünften Buches Sozialgesetzbuch und die Datenschutz-Grundverordnung (DSGVO) fordern, dass Krankenhäuser und Arztpraxen ihren Patienten oder einer weiterverarbeitenden Stelle auf Anforderung sämtliche erhobenen medizinischen Daten vollständig und digital übermitteln. Dies stellt viele Einrichtungen noch vor erhebliche Probleme, da die Daten häufig noch auf mehrere IT-Systeme verteilt sind und nicht über Standardschnittstellen abrufbar sind.
Im medizinischen Umfeld gilt es gewisse Besonderheiten beim Datenmanagement zu beachten. Hierzu gehören insbesondere die Medizinprodukteregularien wie das Medizinproduktegesetz und die Medizinproduktebetreiberverordnung. Hier ist zum Beispiel geregelt, dass ein Viewer, der zur Diagnosestellung oder Therapieplanung eingesetzt wird den Anforderungen an der Medizinproduktklasse IIa entsprechen und zugelassen sein muss. Außerdem sind die Anwender dieses Viewers entsprechend zu schulen.

### Qualifizierte elektronische Signaturen und Zeitstempel
Um die Integrität von Dokumenten sicherzustellen, werden sie mit sogenannten qualifizierten elektronischen Signaturen beziehungsweise Zeitstempeln versehen. Beim Dateneingang müssen diese Signaturen und Zeitstempel auf ihre Gültigkeit geprüft werden. Das HCM-System sollte Methoden bereitstellen, um unsignierte Dokumente mit qualifizierten elektronischen Signaturen und Zeitstempeln versehen zu können.
Qualifizierte elektronische Signaturen und Zeitstempel sollen unter anderem sicherstellen, dass Verletzungen der Datenintegrität von Dokumenten sofort erkannt werden. Sie basieren auf für diesen Zweck zugelassenen Kryptoalgorithmen und erfüllen eine wichtige Aufgabe für die Erzeugung der Revisionssicherheit.

### HCM in der IT-Systemlandschaft
Das Krankenhausinformationssystem (KIS) ist vereinfacht gesagt das führende System eines Krankenhauses mit einem administrativen Schwerpunkt. Es steuert und organisiert den Patientendurchlauf durch das Krankenhaus von der Aufnahme bis zur Entlassung. Hierbei unterstützt es auch die Terminplanung und Dokumentation von Untersuchungen und Behandlungen sowie deren Abrechnung mit den Kostenträgern.
Klinische Subsysteme werden vom KIS in den Prozess eingebunden und haben sich auf Teilaufgaben spezialisiert. Dies entsteht häufig aus abteilungsbezogenen Anforderungen wie in der Radiologie (Radiologieinformationssystem), dem Labor (Laborinformationssystem) oder dem OP mit seinen sehr spezifischen Anforderungen. Daneben werden verschiedenste Systeme für die Diagnostik und Patientenüberwachung eingesetzt, die häufig eng mit den medizintechnischen Geräten verbunden sind. Hierzu gehören beispielsweise das Picture Archiving and Communication System (PACS) und das EKG-Management sowie das PDMS für die Intensivmedizin und Anästhesie.
Darüber hinaus gibt es noch eine Vielzahl von weiteren Spezial- und Subsystemen, die in ihrer Ausprägung auch nach Schwerpunkt des Krankenhauses stark variieren können. Eines haben all diese Systeme gemeinsam. Sie sind nicht für die Langzeitarchivierung oder wenn überhaupt nur für die Archivierung der selbst erzeugten Daten konzipiert worden. Diese Lücke schließt das HCM, welches sämtliche Daten dieser Vielzahl von Systemen nicht nur konsolidiert und archiviert. Es ermöglicht zudem die zentrale Bereitstellung im Patienten- bzw. Fallkontext sowie das universelle Viewing, welches wiederum in das KIS eingebunden werden kann und somit den Datenkreislauf schließt.
Im ambulanten Bereich ist das Prinzip ähnlich, nur die Zahl der eingesetzten IT-Systeme ist in der Regel nicht so umfangreich und an die Stelle der KIS tritt das Arztinformationssystem (AIS). Dennoch kann es sinnvoll sein, das HCM-Konzept auch hier umzusetzen. Das gilt insbesondere in komplexen Strukturen, die in besonderem Maße darauf angewiesen sind, das Datenmanagement zu konsolidieren.

## Marktanalysen zu Healthcare-Content-Management-Systemen
- Research N Reports: Global Healthcare Content Management System Market Report 2017[11]
- Markets and Markets: Healthcare Content Management System Market by Traditional and Emerging Solutions (Document Management, Web Content Management, Digital Rights Management, Rich Media, Social Media Management, Enterprise Mobility, Data Records) - Global Forecast to 2019 (Veröffentlichung: November 2018)[12]

## Anbieter von Healthcare-Content-Management-Systemen
- Alfresco[13]
- Dedalus[14]
- GRM Information Management[15]
- Hyland[16]
- NEXUS[17]
- synedra IT GmbH[18]
- Visus Health IT[19]
- Xerox[20]